# Люмьер (кинопремия, 2008)
13-я церемония вручения наград премии «Люмьер» за заслуги в области французского кинематографа за 2007 год состоялась 13 января 2008 года.

## Список лауреатов
Победители выделены жирным.
| Лучший фильм | Лучший режиссёр |
| --- | --- |
| Скафандр и бабочка - Жизнь в розовом цвете - Кус-кус и барабулька - Персеполис - Комната смерти | Абделлатиф Кешиш — Кус-кус и барабулька - Андре Тешине — Свидетели - Оливье Даан — Жизнь в розовом цвете - Джулиан Шнабель — Скафандр и бабочка - Альфред Лот — Комната смерти                          |
| Лучший актёр | Лучшая актриса |
| Матьё Амальрик — Скафандр и бабочка - Жан-Пьер Марьель — И пусть всё пляшет! - Гийом Депардьё — Не трогай топор - Бенуа Мажимель — Девушка, разрезанная надвое & 24 меры - Жан-Пьер Дарруссен — Сердца мужчин 2 - Жерар Дармон — Сердца мужчин 2 - Марк Лавуан — Сердца мужчин 2 - Бернар Кампан — Сердца мужчин 2 | Марион Котийяр — Жизнь в розовом цвете - Мелани Лоран — Комната смерти - Сильви Тестю — The Vanishing Point - Людивин Санье — Девушка, разрезанная надвое - Марина Фоис — Безупречная                   |
| Многообещающему актёру | Многообещающей актрисе |
| Жослин Киврен — 99 франков - Kolia Litscher — Чарли - Лоран Стокер — Просто вместе - Янник Реннье — Частная собственность - Фуад Эт Аату — Тайная любовница | Афсиа Эрзи — Кус-кус и барабулька - Ромола Гарай — Ангел - Клотильда Эсме — Все песни только о любви - Одри Дана — Железнодорожный роман - Люси Деклозо — Только любовь? - Криста Тере — Только любовь? |
| Лучший сценарий | Лучший фильм на французском языке |
| Комната смерти — Альфред Лот - Сон предыдущей ночи — Валерия Бруни-Тедески, Аньес де Саси и Ноэми Львовски - Свидетели — Лорен Гуйо, Андре Тешине и Вивиан Зенгг - The Vanishing Point — Лорен де Бартилья и Ален Росс - Дорогая — Кристин Карьер                                                                  | Наслаждение-Палома - Ковбой - Зачарованные танцем - Конокрады - Век помрачения - Африка – Рай |
| Лучшая операторская работа | World Audience Award (presented by TV5Monde) |
| Эрик Готье — В диких условиях | Жизнь в розовом цвете — Оливье Даан |
| Почётная премия «Люмьер» | |
| Жан-Пьер Марьель | |